# Gouvernement Bavadra
Mara V Rabuka I
Le gouvernement Bavadra est le gouvernement de coalition qui dirige les Fidji du 13 avril au 14 mai 1987. Dirigé par le Premier ministre Timoci Bavadra, il rassemble le Parti travailliste et le Parti de la fédération nationale, en une alliance de centre gauche. Constituant la première alternance politique dans l'histoire du pays, après deux décennies de pouvoir pour le Parti de l'Alliance (conservateur), le gouvernement Bavadra ne subsiste qu'un mois avant d'être renversé par un coup d'État militaire, le premier qu'ait connu le pays.

## Contexte et déroulement
Durant les deux premières décennies après l'indépendance des Fidji, les deux partis politiques importants sont le Parti de l'Alliance, du Premier ministre Ratu Sir Kamisese Mara, et le Parti de la fédération nationale (PFN). Le premier représente principalement la communauté autochtone, et le second la communauté indo-fidjienne. Le Parti travailliste, issu des mouvements syndicaux et fondé en vue des élections législatives d'avril 1987, est le premier à transcender le clivage ethnique, développant un programme de socialisme démocratique. Pour les élections, il forge un accord avec le PFN - parti dont Jai Ram Reddy prend la direction lorsque son prédécesseur, Siddiq Koya, refuse toute entente formelle avec les Travaillistes.
La coalition travailliste / PFN remporte vingt-huit des cinquante-deux sièges à la Chambre des représentants, contre vingt-quatre pour le Parti de l'Alliance. Kamisese Mara reconnaît gracieusement sa défaite. Le Gouverneur général Ratu Sir Penaia Ganilau nomme le chef des Travaillistes, le docteur Timoci Bavadra, au poste de Premier ministre le 13 avril. Bavadra nomme le gouvernement ci-dessous, et les députés de la nouvelle majorité élisent Militoni Leweniqila (du Parti de l'Alliance) à la présidence de la Chambre. En tant que chef officiel des députés du PFN, Harish Sharma est nommé vice-Premier ministre.
C'est un gouvernement jeune -les ministres ayant 45 ans de moyenne d'âge et seuls deux d'entre eux ayant plus de 50 ans- et fortement diplômé. Neuf des douze membres du Cabinet ont un diplôme universitaire, dont trois ont un doctorat. Il rassemble notamment des syndicalistes, des universitaires et des entrepreneurs.
Le nouveau gouvernement annonce rapidement la gratuité des soins à l'hôpital, l'annulation des droits de douane sur les produits alimentaires de base, et la gratuité des bus pour les retraités et les vétérans des forces armées. Il promet également de se pencher sur les soupçons de corruption qui pèsent sur le gouvernement précédent. Dès la mise en place du gouvernement Bavadra, plusieurs assemblées de nationalistes autochtones se tiennent dans le pays, exprimant leur opposition à cette alternance politique. Ils dénoncent à la fois un gouvernement majoritairement composé d'« Indiens » (ce qu'ils jugent contraire à une nécessaire suprématie des intérêts de la population autochtone), et le fait que Bavadra est un roturier, privant les grands chefs traditionnels du pouvoir politique. Quatorze chefs importants à Viti Levu signent une pétition réclamant que le pouvoir politique soit réservé aux chefs autochtone ; le 24 avril, trois mille manifestants défilent à cet effet dans les rues de Suva, scandant « Fidji aux Fidjiens ». Bien que Timoci Bavadra soit lui-même autochtone, les manifestants estiment que Jai Ram Reddy, ancien chef de l'opposition parlementaire, contrôle réellement le gouvernement. Kamisese Mara et le Parti de l'Alliance conservent le silence face à ces événements.
Le 14 mai, le colonel Sitiveni Rabuka mène un groupe de soldats en armes dans l'enceinte du Parlement, annonce qu'il initie un coup d'État militaire pour la défense des intérêts autochtones, et place les députés de la majorité brièvement en détention. Le Parlement est suspendu pendant cinq ans. Bavadra, qui décède d'un cancer en 1989, ne retrouve jamais le pouvoir. Les Travaillistes retrouvent un temps le pouvoir à l'occasion des élections de 1999, avant un nouveau coup d'État en l'an 2000.

## Composition
Les membres du gouvernement Bavadra sont les suivants,,, :
Membres du Cabinet
| Nom | Nom               | Nom | Fonctions                                                                                                | Parti        | Remarques |
| --- | ----------------- | --- | --- | ------------ | --- |
|     | Timoci Bavadra    |     | Premier ministre, Ministre de l'Intérieur, Ministre des Affaires autochtones, Ministre du Service public | Travailliste | Médecin de profession. Syndicaliste.                                                                               |
|     | Harish Sharma     |     | Vice-Premier ministre, Ministre du Logement, Ministre de l'Information                                   | PFN          | Avocat. |
|     | Mahendra Chaudhry |     | Ministre des Finances et de la Planification                                                             | Travailliste | Secrétaire-général du syndicat du Service public, et secrétaire-général adjoint du Congrès des Syndicats fidjiens. |
|     | Jai Ram Reddy     |     | Procureur général, Ministre de la Justice                                                                | PFN          | Avocat. Sénateur.                                                                                                  |
|     | Krishna Datt      |     | Ministre des Affaires étrangères                                                                         | Travailliste | Ancien président du Syndicat des Enseignants des Fidji.                                                            |
|     | Tupeni Baba       |     | Ministre de l'Éducation, de la Jeunesse et des Sports                                                    | Travailliste | Enseignant à l'université du Pacifique Sud.                                                                        |
|     | Satendra Nandan   |     | Ministre de la Santé et de la Protection sociale                                                         | Travailliste | Écrivain, enseignant à l'université du Pacifique Sud.                                                              |
|     | Navin Maharaj     |     | Ministre du Commerce, de l'Industrie et du Tourisme                                                      | PFN          | Directeur d'une entreprise du bâtiment.                                                                            |
|     | Ratu Jo Nacola    |     | Ministre des Industries primaires                                                                        | Travailliste | Chef autochtone. Enseignant à l'université du Pacifique Sud.                                                       |
|     | Joeli Kalou       |     | Ministre du Travail, Ministre de l'Immigration                                                           | Travailliste | Ancien secrétaire-général du syndicat des enseignants autochtones fidjiens.                                        |
|     | Mosese Volavola   |     | Ministre des Terres, de l'Énergie et des Ressources minérales                                            | Travailliste | |
|     | Ahmed Bhamji      |     | Ministre des Transports, des Communications et des Travaux publics                                       | PFN          | Homme d'affaires.                                                                                                  |

Ministres adjoints

Le gouvernement comprend également deux ministres d'État (ministres adjoints) :
| Nom | Nom                | Nom | Fonctions                                                                    | Parti        | Remarques |
| --- | ------------------ | --- | ---------------------------------------------------------------------------- | ------------ | --------- |
|     | Temo Sukanaivalu   |     | Ministre du Développement rural et de la Gestion des catastrophes naturelles | PFN          |           |
|     | Chris Herbert Work |     | Ministre des Coopératives                                                    | Travailliste |           |